# Ретимно (ном)
Ретимно е ном в Гърция, част от остров Крит. Административният център на нома е едноименният град Ретимно. Ном Ретимно е с население от 86 532 жители (2005 г.) и обща площ от 1496 km². Основната индустрия в нома е туризма.